# Savoir aimer
Albums de Florent Pagny
Bienvenue chez moi
(1995) En concert
(1998)
Singles
1. Savoir aimer
Sortie : 21 octobre 1997
2. Chanter
Sortie : 17 février 1998
3. D'un amour l'autre
Sortie : 10 juillet 1998
4. Dors
Sortie : 7 septembre 1998

Savoir aimer est le 4e album studio de Florent Pagny, sorti le 7 novembre 1997 chez Mercury France. 
Il fait suite au succès de l'album Bienvenue chez moi (1995), qui a permis à Florent Pagny de retrouver le chemin du succès.

## Genèse
Pour cet album, Pagny décide qu'il n'en serait que l'interprète. Il réunit alors autour de lui ceux qui ont fait ses derniers succès, l'équipe mise en place par Jean-Jacques Goldman, composée de ce dernier, d'Erick Benzi et Jacques Veneruso. Robert Goldman, le frère de Jean-Jacques, vient s'ajouter à l'équipe sous le pseudonyme de J. Kapler. Erick Benzi réalise 8 des 11 chansons de l'album.
À côté des habitués, Pagny cherche de nouveaux auteurs et compositeurs. Si Maxime Le Forestier et Étienne Daho ne feront finalement pas partie de l'aventure, d'autres interprètes lui écrivent des chansons : Art Mengo pour D'un amour l'autre, Zazie pour Combien ça va et surtout Pascal Obispo, la figure montante de la chanson française. Celui-ci réalisera 3 titres de l'album: Savoir aimer, Mourir les yeux ouverts et Chanter.  Dans la foulée, il amène à Pagny deux de ses paroliers de talent : Didier Golemanas et Lionel Florence.
Le premier single, Savoir aimer signé Obispo/Florence, paraît un peu avant la sortie de l'album et est un succès immédiat.  Suivront Dors, Chanter et D'un amour l'autre.
Parmi les autres chansons de l'album, citons également Sólo le pido a Dios, un classique argentin, clin d'œil à son nouveau pays d'adoption où il vit désormais la moitié de son temps.
La pochette de l'album, comme celle des singles qui en sont extraits, reflète aussi sa nouvelle vie. Très colorée, elle est l'œuvre de sa compagne, l'artiste Azucena.

## Réception
L'album est un succès incontestable.  Avec 1,8 million d'exemplaires  vendus[réf. nécessaire], il est certifié disque de diamant,. Il restera 84 semaines au classement du SNEP dont deux semaines en première position,. Il lui vaudra également la reconnaissance de la profession avec la Victoire de la musique dans la catégorie « artiste interprète masculin » et « vidéo-clip » pour Savoir aimer aux 13e Victoires de la musique, le 20 février 1998. Il restera à ce jour l'album le plus vendu[réf. nécessaire] de Florent Pagny.
Le 1er mars 1998, Pagny commence sa tournée à Grenoble où il présente ses nouvelles chansons.

## Liste des titres
| 1.    | Savoir aimer            | Lionel Florence/Pascal Obispo                                | 4:42 |
| 2.    | Dors                    | Erick Benzi                                                  | 3:58 |
| 3.    | Sierra Cuadrada         | Jacques Veneruso                                             | 5:32 |
| 4.    | Mourir les yeux ouverts | Didier Golemanas/Pascal Obispo                               | 4:13 |
| 5.    | Loin de toi             | Jacques Veneruso                                             | 5:15 |
| 6.    | Une place pour moi      | Jean-Jacques Goldman/J. Kapler-Erick Benzi                   | 4:17 |
| 7.    | Protection              | Peter Kingsbery/Dimitri Tikovoï-Boris Jardel-Peter Kingsbery | 4:15 |
| 8.    | Combien ça va           | Zazie                                                        | 3:48 |
| 9.    | Chanter                 | Lionel Florence/Pascal Obispo                                | 3:50 |
| 10.   | Sólo le pido a Dios     | León Gieco                                                   | 4:20 |
| 11.   | D'un amour l'autre      | Patrice Guirao/Art Mengo                                     | 2:50 |
| 47:00 |                         |                                                              |      |